# Pseudoperga
Pseudoperga – rodzaj błonkówek z rodziny Pergidae.

## Zasięg występowania
Przedstawiciele tego rodzaju występują w Australii.

## Systematyka
Do  Pseudoperga zaliczanych jest 8 gatunków:
- Pseudoperga belinda
- Pseudoperga ferruginea
- Pseudoperga guerinii
- Pseudoperga lewisii
- Pseudoperga lucida
- Pseudoperga moricei
- Pseudoperga rugiceps
- Pseudoperga ventralis